# 夏块菌
夏块菌（Tuber aestivum），俗稱黑夏松露或夏季黑松露，是松露的一種，廣泛分布於歐洲國家，其底下有很多變種。

## 分類
過去夏块菌(T. aestivum)和秋季黑松露(T. uncinatum)常被認為是不同的松露，尤其是在法國和義大利。不過2004年分子分析結果指出上述兩個為相同物種，他們之間的差異可能是環境因素造成的。分別比較、討論這兩個品種的特徵後，使用較早命名之T. aestivum來指定此物種。

## 形態
子實體(ascocarps)的直徑約為2公分至10公分，秋季黑松露的子實體較夏季黑松露大。棕色或黑色的外皮(peridium) 形成似粗糙的樹皮的金字塔形突起，約3~9毫米寬。而黑夏松露的產孢組織(gleba)是淡褐色的。

## 分布及生活史
黑夏松露較秋季黑松露早採收，大約從5月到8月為採收期。常見於物種分佈區的南部，特別是在法國，意大利和西班牙的地中海氣候區。
秋季黑松露則是從9月到12月末為收穫期，有時會一直到1月下旬。它們的分布比其他松露都要廣泛。秋季黑松露遍布歐洲各地，從西班牙到東歐，從瑞典到北非。主要分佈在法國的東北部和意大利北部。20世紀前英國曾經很多，但現在很少見。它們的分佈可能還沒有明確確定：2007年有未經證實的中國調查報告。

## 商業
秋季黑松露 (法語：truffe de Bourgogne; 義大利語： or scorzone, "bark")，又稱勃艮第松露，具有強烈、榛果般的氣味。秋季黑松露被視為珍貴的美食，經常用在法國和義大利高級料理中，也可以作為黑松露(T. melanosporum)的替代品 。和其他松露一樣，也可以用罐裝或瓶裝出口銷售到國外。
夏季黑松露(義大利語：tartufo estivo)的味道，大小和顏色類似於秋季黑松露，但它們的香氣不那麼強烈。